# 안나 프시빌스카
안나 프시빌스카(폴란드어: Anna Przybylska, 1978년 12월 16일 ~ 2014년 10월 5일)는 폴란드의 배우, 모델이다. 2014년 10월 5일 췌장암으로 투병 생활을 하던 도중에 사망했다.

## 출연 작품
- 더 벌처 (2013)